# Zerkariendermatitis

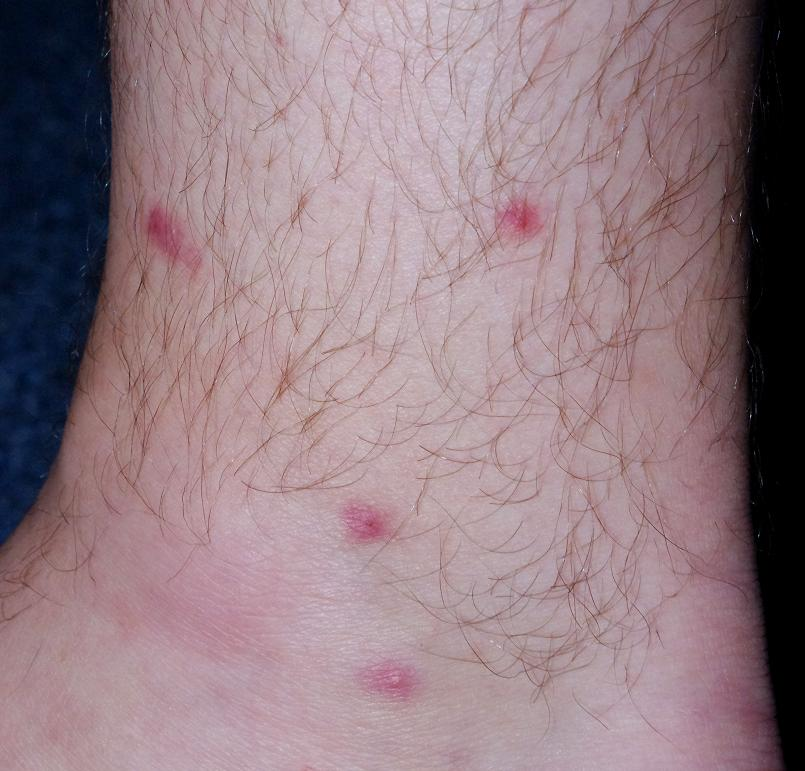
Rote Quaddeln am Unterschenkel und Knöchel einer bereits sensibilisierten Person, vier Tage nach dem Zerkarienbefall

Die Badedermatitis ist eine harmlos verlaufende Infestation des Menschen mit winzigen Larven von Saugwürmern der Gattung Trichobilharzia spp., darunter Trichobilharzia szidati. Der Befall von Menschen geschieht irrtümlich; sie sind aus Sicht der Wurmlarven ein sogenannter Fehlwirt.
Medizinisch spricht man auch von Zerkarien-Dermatitis oder Schistosomatiden-Dermatitis. Die Veterinärmedizin bezeichnet die Erkrankung als Entenbilharziose, im Volksmund spricht man von Weiherbeiß (Süddeutschland) oder Entenflöhen (Schweiz).

## Vorkommen
Die Erkrankung wurde in den 1920er-Jahren erstmals beschrieben und kommt heute weltweit vor, vorwiegend aber in Nordamerika und Mitteleuropa. Eigentlicher Endwirt sind Wasservögel, hauptsächlich Enten; erster Zwischenwirt sind aquatil lebende Lungenschnecken, vor allem der Gattungen Lymnaea (z. B. Spitzschlammschnecke) und Radix.

## Entwicklungszyklus

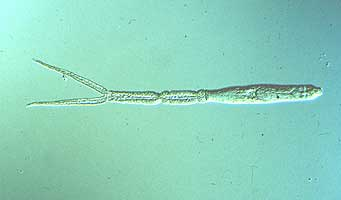
Zerkarie (ca. 1 mm lang)

Von Trematoden befallene Wasservögel geben über ihren Kot Wurmeier ins Wasser ab. Die geschlüpften Larven der ersten Generation (Miracidien) befallen Wasserschnecken als Zwischenwirt. Nach eventuellen weiteren Zwischenwirten wie Fischen oder Kaulquappen gelangt die dritte Larvengeneration – die Zerkarien – neuerlich ins Wasser. Diese Larven suchen sich einen Endwirt (Entenvogel), durchdringen dessen Haut und entwickeln sich in seinem Darm zu geschlechtsreifen Saugwürmern. Die Larven werden vor allem bei Temperaturen über 24 °C freigesetzt. Irrtümlich wird auch die Haut von badenden Menschen durchbohrt. Dort sterben die Zerkarien jedoch nach kurzer Zeit ab.

## Mögliches Überleben
Bei Mäusen wurde auch mehrtägiges Überleben und Befall der Lungenbläschen beobachtet, ohne dass eine Immunreaktion stattfand, sowie des Nervensystems (durch Trichobilharzia regenti), wobei Nervengewebe durch die Zerkarien zerstört wird, was zu Lähmungen führt. Dies kann zum jetzigen Zeitpunkt (Stand 2015) für Menschen nicht vollständig ausgeschlossen werden, allerdings sind bisher keine entsprechenden Fälle bekannt.

## Krankheitsbild beim Menschen

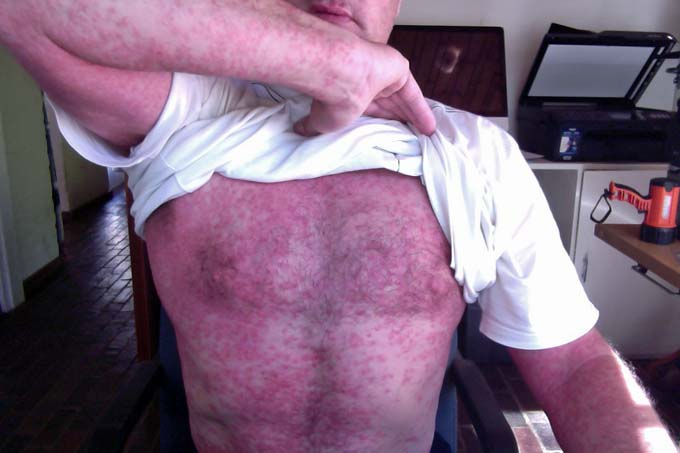
Großflächiger Zweitbefall mit verstärkter Reaktion

Zunächst verursacht der Befall einen Juckreiz und nur eine geringfügige Lokalreaktion der Haut, ähnlich einem Mückenstich. Ein Zweitbefall führt aufgrund des immunologischen Gedächtnisses allerdings zu einer wesentlich stärkeren Abwehrreaktion des Körpers, was sich nach mehreren Stunden als starker Juckreiz und rötliche Quaddel- oder Papelbildung an der jeweiligen Eindringstelle bemerkbar macht. Nach 10 bis 20 Tagen heilen die Läsionen mit oder ohne Therapie vollständig ab; der Juckreiz lässt bereits nach einigen Tagen nach. Der Befall ist also zwar unangenehm und lästig, aber in der Regel harmlos – ganz im Gegensatz zur Bilharziose in vorwiegend subtropischen und tropischen Ländern.